# Верхняя Байгора
Верхняя Байгора — село Верхнехавского района Воронежской области России. Входит в состав Нижнебайгорского сельского поселения.

## География
Находится неподалёку к северу от истока реки Байгора, выше села Нижняя Байгора. Оба села фактически слились; осевая улица Верхней Байгоры Советская  перетекает в ул. Калинина Нижней Байгоры. Через речку примерно в 100 метрах находится Евсюковка Усманского района Липецкой области, к которой идёт проселочная дорога.

### Улицы
- ул. 50 лет Октября,
- ул. Гагарина,
- ул. Зелёная,
- ул. Интернациональная,
- ул. Кольцова,
- ул. Леонова,
- ул. Свердлова,
- ул. Северная,
- ул. Советская,
- ул. Школьная.

## Топоним
Название связано с географическим положением.

## Население
| 2000 | 2005 | 2010 |
| ---- | ---- | ---- |
| 610  | ↘491 | ↘396 |

## Инфраструктура
Основа экономики — сельское хозяйство.
Верхнебайгорская средняя общеобразовательная школа.

## Транспорт
Доступно автотранспортом. Остановка общественного транспорта «Верхняя Байгора»